# تپه کانی درویش ۲
تپه کانی درویش ۲ مربوط به دوره اشکانیان - دوره ساسانیان - سدهٔ ۶ تا ۸ ه.ق است و در شهرستان شاهین دژ، بخش مرکزی، دهستان محمودآباد، روستای اق تپه واقع شده و این اثر در تاریخ ۷ اسفند ۱۳۸۵ با شمارهٔ ثبت ۱۷۷۰۷ به‌عنوان یکی از آثار ملی ایران به ثبت رسیده است.